# Volna, Prîazovske
Volna (în ucraineană Волна) este un sat în comuna Nadejdîne din raionul Prîazovske, regiunea Zaporijjea, Ucraina.

## Demografie
Componența lingvistică a localității Volna
     Ucraineană (71,26%)
     Rusă (28,74%)
Conform recensământului din 2001, majoritatea populației localității Volna era vorbitoare de ucraineană (71,26%), existând în minoritate și vorbitori de rusă (28,74%).